# Ủy ban Chấp hành (Liên Xô)
Ủy ban chấp hành (tiếng Nga: Исполнительный комитет), viết tắt Ispolkom (Исполко́м), là cơ quan hành pháp của Liên Xô tồn tại từ năm 1917 đến năm 1991. Đây là cơ quan hành chính tại các cấp tỉnh, huyện và xã. Ủy ban chấp hành là một cơ quan quản lý chung, có thẩm quyền bao gồm: quản lý nhà nước, kinh tế và văn hóa xã hội; tổ chức thực hiện các quy định của các cơ quan nhà nước cao hơn; xây dựng, với sự tham gia rộng rãi của nhân dân, dự thảo kế hoạch phát triển kinh tế và văn hóa trong lãnh thổ địa phương, dự thảo ngân sách địa phương, đệ trình phê duyệt Xô Viết Đại biểu Nhân dân Lao động (1936-1977) có liên quan và tổ chức thực hiện; đảm bảo tuân thủ pháp luật, bảo vệ trật tự công cộng và quyền của công dân.

## Lịch sử
Vào tháng 3/1917, chức vụ thống đốc (губернатора) bị bãi bỏ ở Nga, văn phòng thống đốc và chính quyền tỉnh bị xóa bỏ. Quyền hành pháp ở các đơn vị hành chính lãnh thổ được thay thế bằng Ủy viên nhân dân tỉnh (губернскими gubernskimi), thành (уездными uezdnymi) và Ủy ban chấp hành chính quyền lâm thời.
Sau tháng 10/1917, quyền lực chính trị thực sự ở Nga bắt đầu thuộc về Đoàn chủ tịch Ủy ban chấp hành Trung ương toàn Nga (ВЦИК) và Dân ủy Xô Viết (Совнаркому).
Quyền hành pháp được chuyển giao cho các Ủy ban chấp hành của Xô Viết Đại biểu Công Nông Binh (sau này là Xô Viết Đại biểu Nhân dân). Ủy ban chấp hành có một Hội đồng bao gồm chủ tịch, phó chủ tịch, thư ký và các thành viên của Ủy ban chấp hành.
Vào mùa thu năm 1917, Trotsky trở thành Chủ tịch Ủy ban chấp hành Petrograd Xô Viết (Petrosov). Petrosov, do Trotsky lãnh đạo, đã giành chiến thắng trong cuộc nổi dậy vũ trang chống lại Chính phủ lâm thời.
Từ năm 1917 đến năm 1936, chính quyền cao nhất địa phương là các Đại hội Xô Viết, và trong thời kỳ giữa các Đại hội là Ủy ban chấp hành. Đại hội Xô Viết và Xô Viết là cơ quan đại diện và quản lý hành pháp. Ủy ban chấp hành được tạo ra để thực thi công việc của Đại hội. Xô Viết bầu ủy ban chấp hành trong số các thành viên của họ. Hiến pháp Liên Xô năm 1936 và Hiến pháp Nga Xô năm 1937 đã phân định rõ ràng về thẩm quyền của Xô Viết và ủy ban chấp hành. Nếu trước đó, trong thời kỳ giữa các Đại hội Xô Viết, các Ủy ban chấp hành là cơ quan quyền lực nhà nước tối cao, thì bây giờ họ bị tước bỏ các quyền lực này và chỉ trở thành cơ quan hành pháp và hành chính của Xô Viết. Từ 1938 đến 1991, các ủy ban chấp hành là cơ quan hành pháp và hành chính của Liên Xô. Họ được bầu bởi Xô Viết Đại biểu Nhân dân với nhiệm kỳ 2,5 năm (tới 1977 là 2 năm).
Ở các cấp khác nhau của đơn vị hành chính, các ủy ban chấp hành tương ứng được thành lập:
- Ủy ban tỉnh (облисполком) - Ủy ban chấp hành Xô Viết Đại biểu Nhân dân tỉnh
- Ủy ban khu (крайисполком) - Ủy ban chấp hành Xô Viết Đại biểu Nhân dân khu
- Ủy ban thành (горисполком) - Ủy ban chấp hành Xô Viết Đại biểu Nhân dân thành phố
- Ủy ban huyện (райисполком) - Ủy ban chấp hành huyện

Sau tháng 8/1991, tại tất cả các địa phương, các ủy ban chấp hành Xô Viết đã bị bãi bỏ, và chính quyền được thành lập thay thế.
Chủ tịch của các ủy ban chấp hành đã được thay thế bởi người đứng đầu chính quyền địa phương.

## Chủ tịch Ủy ban chấp hành
Chủ tịch ủy ban chấp hành, ra lệnh trong khả năng của mình, giám sát ủy ban chấp hành. Tất cả các vấn đề không thuộc thẩm quyền của chủ tịch ủy ban chấp hành đã được quyết định bởi Xô Viết Đại biểu Nhân dân tại các phiên họp.
Trên danh nghĩa, chủ tịch ủy ban chấp hành của Xô Viết Nhân dân tương ứng được coi là quan chức cao nhất ở địa phương nhưng trên thực tế Bí thư thứ nhất Ban Chấp hành Đảng bộ địa phương chiếm vị trí quan trọng hơn trong vai trò quản lý.

## Tổ chức
Các ủy ban chấp hành là một hội đồng gồm:
- Chủ tịch Ủy ban chấp hành
- Phó Chủ tịch (bao gồm ba người trong đó có một phó chủ tịch thứ nhất)
- Thư ký
- Ủy viên Ủy ban chấp hành

Các nhân viên của ủy ban chấp hành bao gồm nhiều phòng ban và ủy ban giám sát các nhánh được giao cho họ.